# لورين بارنز
لورين بارنز (بالإنجليزية: Lauren Barnes)‏ (31 مايو 1989 بأركاديا في الولايات المتحدة - ) هي لاعبة كرة قدم أمريكية في مركز الدفاع. شاركت مع منتخب الولايات المتحدة تحت 20 سنة للسيدات لكرة القدم ومنتخب الولايات المتحدة تحت 23 سنة للسيدات لكرة القدم ‏. أما مع النوادي، فقد لعبت مع سياتل رين وMelbourne Victory FC (W-League) ‏ وPhiladelphia Independence ‏.

## وصلات خارجية
- لورين بارنز على موقع قاعدة بيانات كرة القدم.إي يو (الإنجليزية)
- لورين بارنز على موقع Soccerway.com (الإنجليزية)
- لورين بارنز على موقع عالم كرة القدم.نت (الإنجليزية)